# Forrest-Pfeifhase
Der Forrest-Pfeifhase (Ochotona forresti) ist eine Säugetierart aus der Familie der Pfeifhasen innerhalb der Hasenartigen. Sein Verbreitungsgebiet reicht vom nordwestlichen Yunnan und südöstlichen Tibet in der Volksrepublik China bis in das nördliche Myanmar.

## Merkmale
Der Forrest-Pfeifhase ist eine mittelgroße Art der Pfeifhasen und erreicht eine Körperlänge von 15,0 bis 19,0 Zentimeter bei einem Gewicht von etwa 85 bis 150 Gramm. Die Hinterfußlänge beträgt 22 bis 34 Millimeter. Er gleicht verschiedenen anderen Arten der Gattung Ochotona sowohl in seiner Körpergröße als auch in den wesentlichen Schädelmerkmalen. Die Art ist farblich sehr variabel, die Variationen reichen von melanistischen Formen (früher als Ochotona nigra eingeordnet) bis zu helleren Formen. Meistens hat er ein dunkles oder helles rotbraunes Sommerfell, das im Winter dunkel-graubraun wird, wobei die Bauchseite etwas heller als die Rückenseite oder grau ist. Die Haare über der Nackendrüse sind dunkler braun, auffällig und charakteristisch für diese Art sind die dunkelgrauen Zonen hinter den Ohren, die sich im Nacken treffen. Die Ohren sind klein und gerundet mit einer Länge von 17 bis 25 Millimeter. Sie sind einfarbig und besitzen einen hellen bis weißen Rand.
Der Schädel ist mittelgroß und erreicht eine Länge von 34 bis 38 Millimetern, eine Breite von 18 bis 20 Millimetern und eine Höhe von 12 bis 15 Millimetern. Das Schneidezahnfenster und das Gaumenfenster gehen ineinander über und bilden eine einzige, birnenförmige Öffnung. Die Paukenblasen sind mittelgroß. Im Vergleich zum Moupin-Pfeifhasen (Ochotona thibetana) ist der Schädel breiter die Schnauze stärker hervorstehend.

## Verbreitung

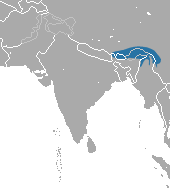
Verbreitungsgebiet von Ochotona forresti

Das Verbreitungsgebiet des Forrest-Pfeifhasen reicht vom nordwestlichen Yunnan und südöstlichen Tibet in der Volksrepublik China in das nördliche  Myanmar.
Der Forrest-Pfeifhase bewohnt sonnenzugewandte und bewaldete Berghänge mit Nadel- und Strauchwäldern in Höhen zwischen 2.600 und 4.400 Metern. Er lebt in seinem Habitat teilweise sympatrisch mit Ochotona thibetana, Ochotona roylei, Ochotona gloveri und Ochotona macrotis.

## Lebensweise
Über die Lebensweise dieses Pfeifhasen liegen nur sehr wenige Informationen vor. Der Lebensraum liegt in Gebirgsregionen der Hochgebirge in 2600 bis 4400 Metern Höhe und es wird angenommen, dass er Baue in den Boden gräbt. Die typische Vegetation dieser Regionen besteht aus Nadelwaldbeständen, Mischwaldgebieten und Gebüschen. Wie andere Pfeifhasen ernährt sich der Forrest-Pfeifhase von grünen Pflanzen. Jungtiere werden im Juli geboren, im August bis Oktober wurden subadulte Tiere beobachtet. Obwohl keine konkreten Erhebungen zu Bestandsdichten vorliegen, geht man davon aus, dass die Tiere grundsätzlich in geringer Dichte vorkommen.

## Systematik
Der Forrest-Pfeifhase wird als eigenständige Art den Pfeifhasen (Gattung Ochotona) zugeordnet. Die wissenschaftliche Erstbeschreibung stammt von Oldfield Thomas aus dem Jahr 1923, der ihn unter seinem noch heute gültigen Namen aus der Region Lijiang in Yunnan beschrieb. Benannt wurde die Art nach dem britischen Sammler George Forrest, der vor allem in China aktiv war.
Die Art wurde aufgrund der Ähnlichkeiten und starken Variationsbreiten in Größe und Färbung teilweise den Arten Ochotona thibetana, Ochotona roylei und Ochotona pusilla als Unterart oder Synonym zugeordnet. Der Artstatus wurde über kraniologische und molekularbiologische Merkmale bestätigt. Teilweise wird angenommen, dass es sich entweder um eine Schwesterart zu Ochotona erythrotis und Ochotona gloveri handelt. Durch Andrei Alexandrowitsch Lissowski wurden sowohl der Gaoligong-Pfeifhase (Ochotona gaoligongensis) wie auch der Schwarze Pfeifhase (Ochotona nigritia) als Synonyme und melanistische Farbvariationen des Forrest-Pfeifhase eingeordnet und beide werden auch im Handbook of the Mammals of the World nicht mehr als eigenständige Art betrachtet. Lissowski stellt heraus, dass es keine kraniometrischen Unterschiede zwischen diesen Formen und dem Forrest-Pfeifhasen gibt. Ein weiteres Synonym ist Ochotona osgoodi, der vorher als Unterart des Moupin-Pfeifhasen betrachtet wurde.
Innerhalb der Art werden mit der Nominatform zwei Unterarten beschrieben:
- Ochotona forresti forresti Thomas, 1923: Nominatform; kommt im größten Teil des Verbreitungsgebietes vor.
- Ochotona forresti duoxionglaensis Chen Xiaocheng & Li Wenjing, 2009: kommt in Motuo und Mainling im Namcha Barwa Himal in der Schleife des Brahmaputra im Südosten des Autonomen Gebiets Tibet vor.[10] Er ist etwas größer als die Nominatform und besitzt einen größeren Schädel.[1] Teilweise wird diese Unterart auch als Synonym von O. thibetana betrachtet[3] und nach aktuellen Ergebnissen kraniologischer Datenanalysen wird eine Zuordnung zum Großohr-Pfeifhasen (O. macrotis) diskutiert.[11]

## Gefährdung und Schutz
Die Art wird von der International Union for Conservation of Nature and Natural Resources (IUCN) aufgrund ihres vermutlich großen Bestandes und des großen Verbreitungsgebiets als nicht gefährdet (least concern) eingestuft. Bestandsbedrohende Gefährdungen für die Art sind nicht bekannt.

## Belege
1. 1 2 3 4 5 6 7 8 9 10  A.A. Lissovsky: Forrest's Pika - Ochotona forresti. In: Don E. Wilson, T.E. Lacher, Jr., Russell A. Mittermeier (Herausgeber): Handbook of the Mammals of the World: Lagomorphs and Rodents 1. (HMW, Band 6), Lynx Edicions, Barcelona 2016; S. 58. ISBN 978-84-941892-3-4.
2. 1 2 3 4 5  Joseph A. Chapman, John E. C. Flux (Hrsg.): Rabbits, Hares and Pikas. Status Survey and Conservation Action Plan. (Memento des Originals vom 14. Januar 2009 im Internet Archive)  Info: Der Archivlink wurde automatisch eingesetzt und noch nicht geprüft. Bitte prüfe Original- und Archivlink gemäß Anleitung und entferne dann diesen Hinweis. (PDF; 11,3 MB) International Union for Conservation of Nature and Natural Resources (IUCN), Gland 1990; S. 31–32. ISBN 2-8317-0019-1.
3. 1 2 3 4  Ochotona forresti in der Roten Liste gefährdeter Arten der IUCN 2017-3. Eingestellt von: A.T. Smith, S. Liu, 2008. Abgerufen am 19. April 2018.
4. 1 2  Black Pika. In: Andrew T. Smith, Yan Xie: A Guide to the Mammals of China. Princeton University Press, 2008; S. 284. ISBN 978-0-691-09984-2.
5. ↑  Don E. Wilson & DeeAnn M. Reeder (Hrsg.): Ochotona (Conothoa) forresti in Mammal Species of the World. A Taxonomic and Geographic Reference (3rd ed).
6. ↑  „Forrest“ In: Bo Beolens, Michael Grayson, Michael Watkins: The Eponym Dictionary of Mammals. Johns Hopkins University Press, 2009; S. 139; ISBN 978-0-8018-9304-9.
7. 1 2  Andrey A. Lissovsky: Taxonomic revision of pikas Ochotona (Lagomorpha, Mammalia) at the species level. In: Mammalia 2014; 78(2): 199–216. doi:10.1515/mammalia-2012-0134
8. ↑  Deyan Ge, Andrey A.Lissovsky, Lin Xia, Cheng Cheng, Andrew T.Smith, Qisen Yang: Reevaluation of several taxa of Chinese lagomorphs (Mammalia: Lagomorpha) described on the basis of pelage phenotype variation. Mammalian Biology - Zeitschrift für Säugetierkunde 77 (2), März 2012; S. 113–123. doi:10.1016/j.mambio.2011.09.009
9. ↑  Don E. Wilson & DeeAnn M. Reeder (Hrsg.): Ochotona (Ochotona) thibetana osgoodi in Mammal Species of the World. A Taxonomic and Geographic Reference (3rd ed).
10. ↑  Chen Xiaocheng, Li Wenjing: A new subspecies of Ochotona forresti in southeastern Tibet, China. ACTA Theriologica Sinica 29(1), 2009; S. 101–105. (Abstract)
11. ↑  Andrey A. Lissovsky, Molly McDonough, Nishma Dahal, Wei Jin, Shaoying Liu, Luis A. Ruedas: A new subspecies of large-eared pika, Ochotona macrotis (Lagomorpha: Ochotonidae), from the Eastern Himalaya. Russian Journal of Theriolology 16(1), 2017; S. 30–42. (Volltext).